# Микуш, Юрай (1987)
Юрай Микуш (словац. Juraj Mikúš; 22 февраля 1987, Скалица, Чехословакия) — словацкий хоккеист, центральный нападающий клуба «Зволен», выступающего в словацкой экстралиге.

## Карьера
Задрафтован в 2005 году «Монреаль Канадиенс» в четвёртом раунде под общим 121-м номером.
До 2006 года продолжал успешно играть в «Скалице». На один сезон был командирован в канадский «Шикутими Сагенинс», выступавший в Юниорской лиге Квебека QMJHL. Затем вновь вернулся в «Скалицу».
В 2009 году, попал на Драфт КХЛ и был выбран московским «Спартаком». «Предсезонку» провел в Москве, но из-за лимита на легионеров в основной состав не попал и был командирован в «Манчестер Монаркс», выступавший в АХЛ. Там он провел 56 матчей и набрал 13 очков по системе гол+пас (4+9)
Вернулся в «Спартак» летом 2010 года, но вновь из-за лимита не прошёл в основной состав на сезон и вновь был командирован. На этот раз в рижское «Динамо», где провел 22 матча и набрал 4 (3+1) очка.
В течение этого времени в «Спартак» произошли изменения на тренерском «мостике» и в составе. Команду покинули: Милош Ржига — главный тренер и игроки: Мартин Цибак и Ярослав Обшут.
Тем самым, Микуш «вписывался» в состав по лимиту, вернулся в команду и, наконец, вышел в основном составе «Спартака».
В своей первой же игре за «Спартак», против «Барыса» забросил шайбу за 10 секунд до конца встречи, принеся волевую победу команде, и был признан лучшим игроком матча.
31 января 2013 года Юрай Микуш расторг контракт с ХК «Лев». В этот же день подписал двухгодовалый контракт с ХК «Слован».

## Интересные факты
- У Юрая Микуша немного подпорченное зрение. В повседневной жизни он ходит в очках, а на матчи надевает контактные линзы.
- Как и большинство спартаковских легионеров за короткое время выучил русский язык. Сделать это было не сложно, так как на нём уже свободно разговаривали его одноклубники: Бранко Радивоевич, Штефан Ружичка, Иван Баранка и Доминик Гашек.
- У Юрая есть родной брат Томаш, также хоккеист. На драфте КХЛ 2011 года Томаш был выбран «Спартаком» во втором раунде под 37-м номером.

## Статистика
Последнее обновление: 18 сентября 2012 года

### Клубная карьера
|              |                   |              | Регулярный сезон | Регулярный сезон | Регулярный сезон | Регулярный сезон | Регулярный сезон | Регулярный сезон | Плей-офф | Плей-офф | Плей-офф | Плей-офф | Плей-офф | Плей-офф |
| Сезон        | Команда           | Лига         | Игр              | Г                | П                | Очк              | +/-              | Штр              | Игр      | Г        | П        | Очк      | +/-      | Штр      |
| ------------ | ----------------- | ------------ | ---------------- | ---------------- | ---------------- | ---------------- | ---------------- | ---------------- | -------- | -------- | -------- | -------- | -------- | -------- |
| 2003-04      | ХК 36 Скалица     | С-ЭЛ         | 2                | 1                | 0                | 1                | -3               | 0                | 4        | 0        | 0        | 0        |          | 0        |
| 2004-05      | ХК 36 Скалица     | С-ЭЛ         | 46               | 6                | 6                | 12               | -4               | 16               | --       | --       | --       | --       | --       | --       |
| 2005-06      | ХК 36 Скалица     | С-ЭЛ         | 47               | 4                | 7                | 11               |                  | 56               | 7        | 2        | 1        | 3        |          | 14       |
| 2006-07      | Шикутими Сагенинс | QMJHL        | 60               | 29               | 42               | 71               | -3               | 36               | 4        | 1        | 1        | 2        |          | 4        |
| 2007-08      | ХК 36 Скалица     | С-ЭЛ         | 54               | 21               | 22               | 43               | 42               | 52               | 13       | 8        | 5        | 13       |          | 36       |
| 2008-09      | ХК 36 Скалица     | С-ЭЛ         | 56               | 31               | 59               | 90               | 58               | 52               | 17       | 7        | 16       | 23       |          | 18       |
| 2009-10      | Манчестер Монаркс | АХЛ          | 56               | 4                | 9                | 13               | -8               | 31               | --       | --       | --       | --       | --       | --       |
| 2010-11      | Динамо Рига       | КХЛ          | 22               | 3                | 1                | 4                | -5               | 12               | --       | --       | --       | --       | --       | --       |
|              | Спартак           | КХЛ          | 22               | 2                | 3                | 5                | -1               | 14               | 4        | 0        | 0        | 0        | -1       | 6        |
| 2011-12      | Лев Попрад        | КХЛ          | 44               | 12               | 16               | 28               | +10              | 46               | --       | --       | --       | --       | --       | --       |
|              | ТПС               | СМ-Л         | 17               | 5                | 5                | 10               | -5               | 0                | 2        | 0        | 1        | 1        | 0        | 0        |
| 2012-13      | Лев Прага         | КХЛ          | 3                | 1                | 2                | 3                | +2               | 4                | --       | --       | --       | --       | --       | --       |
| Всего в С-ЭЛ | Всего в С-ЭЛ      | Всего в С-ЭЛ | 205              | 63               | 94               | 157              |                  | 176              | 41       | 17       | 22       | 39       |          | 68       |
| Всего в КХЛ  | Всего в КХЛ       | Всего в КХЛ  | 92               | 18               | 22               | 40               | +6               | 76               | 4        | 0        | 0        | 0        | -1       | 6        |

### Международные соревнования
| Год                   | Сборная               | Турнир                | Место                 |    | И | Г | П  | О  | Штр |
| --------------------- | --------------------- | --------------------- | --------------------- | -- | - | - | -- | -- | --- |
| 2005                  | Словакия (юниор.)     | ЮЧМ (до 18)           | 6                     | 6  | 0 | 7 | 7  | 12 |     |
| 2006                  | Словакия (мол.)       | МЧМ (до 20)           | 8                     | 6  | 0 | 0 | 0  | 6  |     |
| 2007                  | Словакия (мол.)       | МЧМ (до 20)           | 8                     | 6  | 5 | 1 | 6  | 0  |     |
| Всего (юниор. и мол.) | Всего (юниор. и мол.) | Всего (юниор. и мол.) | Всего (юниор. и мол.) | 18 | 5 | 8 | 13 | 18 |     |
| 2008                  | Словакия              | ЧМ                    | 13                    | 2  | 0 | 0 | 0  | 0  |     |
| 2009                  | Словакия              | ЧМ                    | 10                    | 6  | 0 | 1 | 1  | 2  |     |
| 2012                  | Словакия              | ЧМ                    |                       | 10 | 1 | 3 | 4  | 4  |     |
| Всего (осн. сборная)  | Всего (осн. сборная)  | Всего (осн. сборная)  | Всего (осн. сборная)  | 18 | 1 | 4 | 5  | 6  |     |